# Редвотер (Альберта)
Редвотер (англ. Redwater) — містечко в Канаді, у провінції Альберта, у складі муніципального району Стерджон.

## Населення
За даними перепису 2016 року, містечко нараховувало 2053 особи, показавши зростання на 7,2%, порівняно з 2011-м роком. Середня густина населення становила 102,5 осіб/км².
З офіційних мов обидвома одночасно володіли 70 жителів, тільки англійською — 1 975. Усього 140 осіб вважали рідною мовою не одну з офіційних, з них 5 — одну з корінних мов, а 45 — українську.
Працездатне населення становило 1 120 осіб (65,7% усього населення), рівень безробіття — 14,7% (11,3% серед чоловіків та 21,1% серед жінок). 90,6% осіб були найманими працівниками, а 7,1% — самозайнятими.
Середній дохід на особу становив $57 494 (медіана $43 264), при цьому для чоловіків — $74 676, а для жінок $36 725 (медіани — $64 896 та $27 168 відповідно).
31,9% мешканців мали закінчену шкільну освіту, не мали закінченої шкільної освіти — 26%, 42,1% мали післяшкільну освіту, з яких 13,2% мали диплом бакалавра, або вищий.
| Статево-вікова структура населення | Статево-вікова структура населення | Статево-вікова структура населення | Статево-вікова структура населення | Статево-вікова структура населення |
| ---------------------------------- | ---------------------------------- | ---------------------------------- | ---------------------------------- | ---------------------------------- |
|                                    |                                    |                                    |                                    |                                    |
| Всього                             | Всього                             | 52,6%47,4%                         |                                    |                                    |
| 0 — 14 років                       | 0 — 14 років                       |                                    | 15,5%                              | 15,5%                              |
| 15 — 64 років                      | 15 — 64 років                      |                                    | 68,7%                              | 68,7%                              |
| 65 і більше                        | 65 і більше                        |                                    | 15,8%                              | 15,8%                              |
| 85 і більше                        | 85 і більше                        |                                    | 1,7%                               | 1,7%                               |
| Середній вік (років)               | Середній вік (років)               | 41,142,4                           | 41,7                               | 41,7                               |
| Медіана (років)                    | Медіана (років)                    | 42,444,5                           | 43,7                               | 43,7                               |
| — чоловіки — жінки                 |                                    |                                    |                                    |                                    |

| Походження мешканців:     | Походження мешканців:     | Походження мешканців: | Походження мешканців: | Походження мешканців: |
| ------------------------- | ------------------------- | --------------------- | --------------------- | --------------------- |
| Походження                |                           |                       | осіб                  | %                     |
| Корінні американці        | Корінні американці        |                       | 275                   | 13.4%                 |
| Інше північноамериканське | Інше північноамериканське |                       | 675                   | 32.88%                |
| Європейське               | Європейське               |                       | 1 545                 | 75.26%                |
| британське                | британське                |                       | 860                   | 41.89%                |
| французьке                | французьке                |                       | 335                   | 16.32%                |
| українське                | українське                |                       | 420                   | 20.46%                |
| Карибське                 | Карибське                 |                       | 15                    | 0.73%                 |
| Африканське               | Африканське               |                       | 20                    | 0.97%                 |
| Азійське                  | Азійське                  |                       | 45                    | 2.19%                 |

| Зайнятість населення за галузями (за класифікацією NOC): | Зайнятість населення за галузями (за класифікацією NOC): | Зайнятість населення за галузями (за класифікацією NOC): | Зайнятість населення за галузями (за класифікацією NOC): | Зайнятість населення за галузями (за класифікацією NOC): |
| -------------------------------------------------------- | -------------------------------------------------------- | -------------------------------------------------------- | -------------------------------------------------------- | -------------------------------------------------------- |
|                                                          |                                                          |                                                          |                                                          |                                                          |
| Управління                                               | Управління                                               |                                                          | 8,7%                                                     | 8,7%                                                     |
| Бізнес, фінанси та адміністрування                       | Бізнес, фінанси та адміністрування                       |                                                          | 12,3%                                                    | 12,3%                                                    |
| Природничі та прикладні науки                            | Природничі та прикладні науки                            |                                                          | 3,7%                                                     | 3,7%                                                     |
| Охорона здоров'я                                         | Охорона здоров'я                                         |                                                          | 4,1%                                                     | 4,1%                                                     |
| Освіта, правозахист, муніципальні та урядові служби      | Освіта, правозахист, муніципальні та урядові служби      |                                                          | 3,7%                                                     | 3,7%                                                     |
| Роздрібна торгівля та послуги                            | Роздрібна торгівля та послуги                            |                                                          | 19,2%                                                    | 19,2%                                                    |
| Гуртова торгівля, транспорт та обладнання                | Гуртова торгівля, транспорт та обладнання                |                                                          | 35,6%                                                    | 35,6%                                                    |
| Природні ресурси, сільське господарство                  | Природні ресурси, сільське господарство                  |                                                          | 5,5%                                                     | 5,5%                                                     |
| Виробництво                                              | Виробництво                                              |                                                          | 6,8%                                                     | 6,8%                                                     |

## Клімат
Середня річна температура становить 2°C, середня максимальна – 21°C, а середня мінімальна – -22,3°C. Середня річна кількість опадів – 465 мм.
| Клімат поселення                              | Клімат поселення | Клімат поселення | Клімат поселення | Клімат поселення | Клімат поселення | Клімат поселення | Клімат поселення | Клімат поселення | Клімат поселення | Клімат поселення | Клімат поселення | Клімат поселення | Клімат поселення |
| Показник                                      | Січ.             | Лют.             | Бер.             | Квіт.            | Трав.            | Черв.            | Лип.             | Серп.            | Вер.             | Жовт.            | Лист.            | Груд.            |                  |
| Середній максимум, °C                         | −9,24            | −4,5             | 1,09             | 10,34            | 16,90            | 20,99            | 20,91            | 20,10            | 14,80            | 9,20             | −1,15            | −8,26            |                  |
| Середня температура, °C                       | −15,79           | −11,06           | −5,48            | 3,80             | 10,36            | 14,44            | 16,30            | 15,50            | 10,16            | 4,60             | −5,78            | −12,87           |                  |
| Середній мінімум, °C                          | −22,3            | −17,6            | −12              | −2,73            | 3,82             | 7,92             | 11,70            | 10,87            | 5,53             | −0,05            | −10,4            | −17,48           |                  |
| Норма опадів, мм                              | 23               | 14               | 22               | 24               | 48               | 84               | 89               | 58               | 39               | 23               | 23               | 18               |                  |
| Середньомісячна швидкість вітру, м/с          | 3.09             | 3.10             | 3.30             | 3.60             | 3.60             | 3.20             | 3.00             | 2.90             | 3.00             | 3.30             | 3.20             | 3.10             |                  |
| Середньомісячна сонячна радіація, кДж/м²·день | 3261             | 6784             | 12125            | 17356            | 20563            | 21901            | 22037            | 18323            | 12450            | 7304             | 3634             | 2356             |                  |
| --------------------------------------------- | ---------------- | ---------------- | ---------------- | ---------------- | ---------------- | ---------------- | ---------------- | ---------------- | ---------------- | ---------------- | ---------------- | ---------------- | ---------------- |
| Джерело:                                      |                  |                  |                  |                  |                  |                  |                  |                  |                  |                  |                  |                  |                  |